# Pooh's Hunny Hunt
Pooh's Hunny Hunt (Nederlands: Pooh's jacht op honing) is een trackless darkride in het Japanse attractiepark Tokyo Disneyland en staat in het teken van de Disney-films over Winnie de Poeh. De attractie opende in 2002 in het themagebied Fantasyland als vervanger voor de kabelbaan Fantasyland Skyway. Pooh's Hunny Hunt is een modernere uitvoering van de darkride The Many Adventures of Winnie the Pooh in andere Disneyresorts.

## Geschiedenis
Al in de jaren 70 maakte Disney plannen voor de realisatie van een attractie omtrent Winnie de Poeh. Deze plannen stranden keer op keer. Uiteindelijk opende er een Winnie de Poeh darkride in het Disneyland Park in Anaheim. Op 4 september opende Pooh's Hunny Hunt, een modernere versie waarbij Disney voor het eerst een geavanceerde versie van het trackless darkride systeem toepaste. Trackless darkride bestonden al. Echter werd voor het eerst het LPS-systeem gebruikt. De bouwkosten liepen op tot en met $130 miljoen.

## Rit
Wachtrij

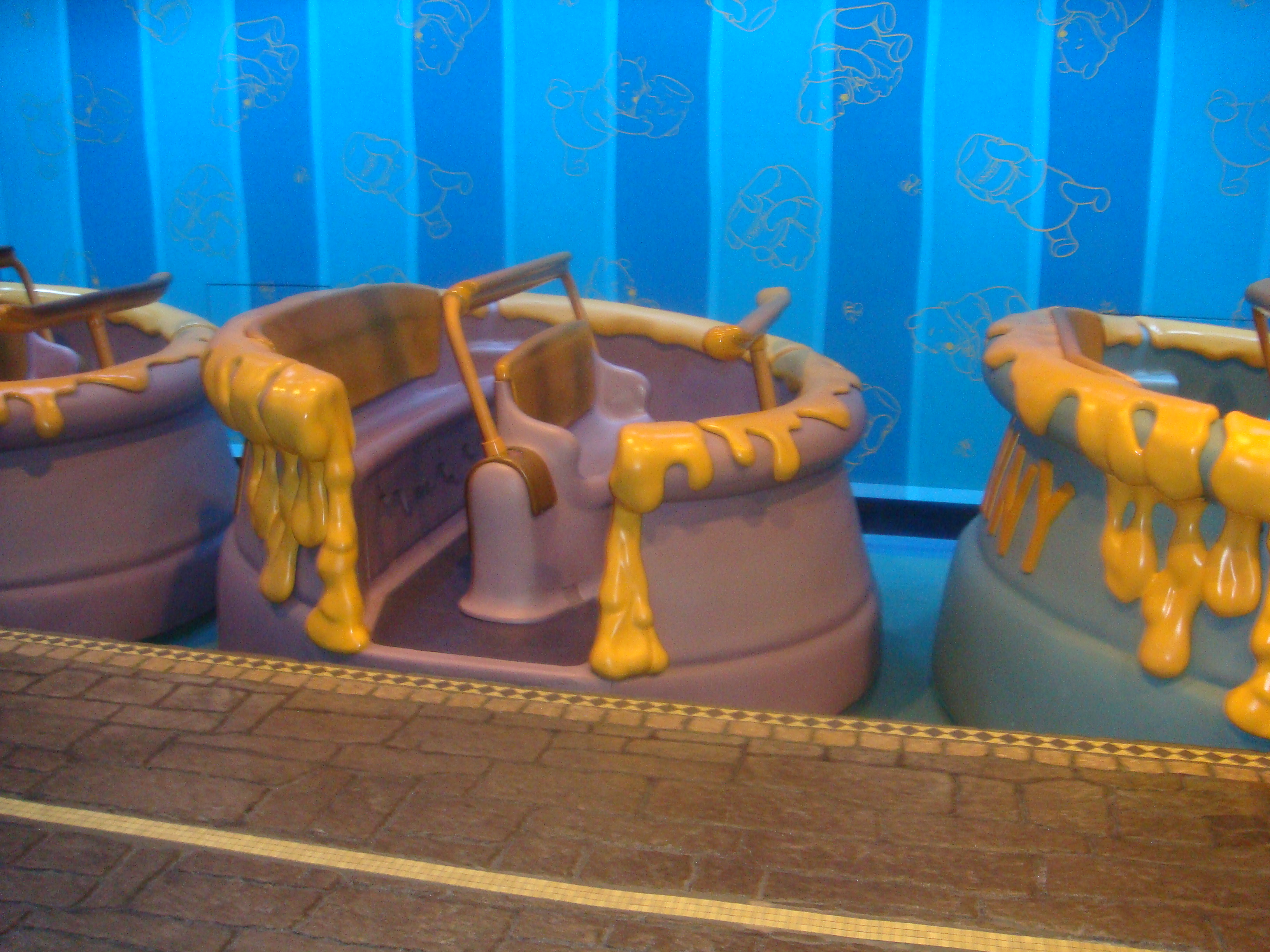
Voertuigen in het station.

In de wachtrij lopen bezoekers door diverse ruimten die de woning van Winnie de Pooh voor moet stellen. Verderop slalommen bezoekers om uitvergrote opengeslagen boeken waar het verhaal van Winnie de Poeh verteld wordt.
Rit
Aan het begin van de rit is te zien dat Christopher Robin Winnie de Poeh een blauwe ballon geeft. De voertuigen, gedecoreerd als honingpotten, rijden een bos in. Hierin staan onder meer de animatronics van Winnie de Poeh, Iejoor en tijgertje te vinden zijn. De rit wordt vervolgd langs tijgertje die door het bos springt. De decoratie en het beeld op de displayschermen in het decor geven het idee dat alles heen en weer schut. Hierna is een scène te zien waarin Winnie de Pooh in slaap valt. De ruimte is donker en wordt opgevuld met 'vreemde' personages. De rit eindigt in een scène dat Winnie de Pooh zichzelf vermaakt in de honing.
Tokyo Disney Resort · Lijst van attracties in Tokyo Disneyland · Cinderella Castle · afbeeldingen